# Samsung Galaxy Tab S2 8.0
Il Samsung Galaxy Tab 8.0 S2 è un tablet computer con SO Android prodotto e commercializzato da Samsung Electronics. Appartenente alla linea di fascia alta "S", venne annunciato il 20 luglio 2015 ed è commercializzato a partire da settembre 2015 insieme al Samsung Galaxy Tab S2 9.7. È disponibile solo nelle varianti Wi-Fi e Wi-Fi/4G LTE.

## Storia
Il Galaxy Tab S2 8.0 venne annunciato il 20 luglio 2015 da un comunicato stampa Samsung.
Il tablet venne messo in commercio il 3 settembre 2015 al costo di 399 dollari.
Una serie di modelli rinnovati è stata commercializzata alla fine del 2016 (in Regno Unito all'inizio del 2017) (Tab S2 VE, SM-T710 / 715/719) in sostituzione del vecchio SoC Exynos 5433 con un nuovo SoC Snapdragon 652. Oltre ad alcune piccole modifiche al software e ad Android 7.x, è principalmente uguale al modello precedente.

## Caratteristiche
Il dispositivo esegue Android 7.0 Nougat con la suite software Samsung Experience. Il Galaxy Tab S2 8.0 è disponibile solo nelle varianti WiFi e 4G/LTE e WiFi. Lo spazio di archiviazione varia da 32 GB a 64 GB a seconda del modello, con uno slot per schede microSDXC per espansione fino a 128 GB. Il display è uno schermo Super AMOLED (4:3) con una risoluzione di 2048x1536 pixel. Dispone inoltre di una fotocamera frontale da 2,1 MP e una fotocamera posteriore AF da 8,0 MP senza flash LED. Ha anche la possibilità di registrare video HD. Il pulsante Home dell'hardware funge da sensore di impronte digitali.
Il Galaxy Tab S2 8.0 prende spunti di design dai telefoni Samsung Galaxy A del 2015 perché il dispositivo ha una cornice in metallo verniciato con bordi smussati e un retro in plastica, insieme a un design della fotocamera simile al Galaxy S6. È disponibile nei colori nero, bianco o oro/beige. Con uno spessore di 5,6 mm, il Tab S2 8.0 è, a settembre 2015, il tablet più sottile del mondo insieme allo schermo più grande Samsung Galaxy Tab S2 9.7.